# Beyond the Valley of the Dolls
Beyond the Valley of the Dolls, conocida en México como Más allá del valle de las muñecas y en España como El valle de los placeres, es una película del género drama, comedia y musical de 1970 dirigida por Russ Meyer y protagonizada por Dolly Read, Cynthia Myers y Marcia McBroom. Concebida originalmente como una secuela de Valley of the Dolls (1967), la película terminó convirtiéndose en una parodia de la misma.

## Sinopsis
Kelly MacNamara (Dolly Read), Casey Anderson (Cynthia Myers) y Petronella «Pet» Danforth (Marcia McBroom) son tres jóvenes miembros de la banda The Kelly Affair, cuyo mánager es Harris Allsworth (David Gurian), novio de Kelly. Los cuatro deciden viajar a Los Ángeles para encontrar a la tía de esta última, Susan Lake (Phyllis Davis), dueña de una gran fortuna, quien tras conocer a Kelly le promete un tercio de su herencia, lo que provoca la desconfianza de Porter Hall (Duncan McLeod), asesor financiero de Susan, quien considera a Kelly una hippie y tratará de desacreditarla con el fin de poder quedarse con todo el dinero. Tras conocer al excéntrico productor de música rock Ronnie «Z-Man» Barzell (John LaZar), los cuatro jóvenes se sumergen en un mundo de alcohol, drogas, sexo y depravación en el que descubrirán lo caro que puede llegar a ser alcanzar la fama.

## Reparto
- Dolly Read - Kelly MacNamara
- Cynthia Myers - Casey Anderson
- Marcia McBroom - Petronella Danforth
- John LaZar - Ronnie «Z-Man» Barzell
- Michael Blodgett - Lance Rocke
- David Gurian - Harris Allsworth
- Edy Williams - Ashley St. Ives
- Erica Gavin - Roxanne
- Phyllis Davis - Susan Lake
- Harrison Page - Emerson Thorne
- Duncan McLeod - Porter Hall
- James Iglehart - Randy Black
- Charles Napier - Baxter Wolfe
- Henry Rowland - Otto

## Producción

### Desarrollo
Beyond the Valley of the Dolls fue inicialmente concebida como una secuela de la película de 1967 Valley of the Dolls. Jacqueline Susann, autora de la novela homónima, creó el título mientras escribía su segunda novela, The Love Machine. Susann elaboró un bosquejo, y para junio de 1968, 20th Century Fox quería que Dorothy Kingsley escribiese un guion, lo que no pudo ser posible debido a que en ese entonces Kingsley estaba ocupada trabajando en la serie Bracken's World. En noviembre de ese año se informó que Barbara Parkins, una de las tres protagonistas de Valley of the Dolls, participaría en la película, quedando descartadas las otras dos, Patty Duke y Sharon Tate. Por su parte, en junio de 1969 Fox anunció que la película se realizaría en los próximos 18 meses y que la misma sería una producción de Irving Manfield Productions, escribiendo Jean Holloway un guion para el filme.

### Russ Meyer

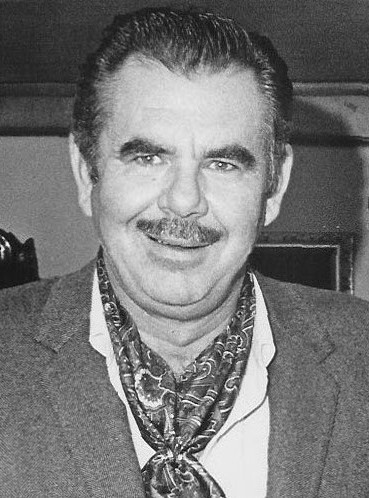
Russ Meyer

En agosto de 1969, Fox anunció que el largometraje ya no sería realizado por Irving Mansfield, contratando en su lugar a Russ Meyer, cuya última película, Vixen! (1968), había sido un gran éxito comercial. En consecuencia, el guion elaborado por Holloway fue descartado, empleando el crítico cinematográfico Roger Ebert, con quien Meyer deseaba trabajar, cinco semanas para escribir un nuevo guion, desligándose Parkins definitivamente del proyecto. Meyer declaró que el productor Richard Zanuck le dio un fin de semana de plazo para concebir una idea de cómo podía llevarse a cabo la película «insistiendo en el presupuesto [...] con todas las ideas de hacer películas más baratas» y alentándole al mismo tiempo a «hacer un filme R [...] contra una calificación X».

### Guion
Meyer afirmó que Ebert y él elaboraron un bosquejo de 127 páginas en 10 días y el guion en tres semanas. Ninguno había leído la novela de Susann pero sí habían visto la película de 1967, optando por seguir la misma fórmula: tres mujeres jóvenes llegan a Hollywood, hallan fama y fortuna, y se ven amenazadas por las drogas, la violencia y el sexo. Según Ebert: «Incluiríamos algunos de los elementos sensacionales de la historia original - homosexualidad, enfermedades paralizantes, personajes basados en gente "real", eventos fuera de los titulares recientes - pero, de nuevo, con exageración rotunda». El guion no solo constituía una parodia del filme original, sino que, en palabras de Ebert, la película era «una sátira de las costumbres, géneros, situaciones, personajes y fórmulas de éxito de Hollywood, duramente superpuesta con una violencia impactante tal que algunos críticos no sabían si la película "sabía" que era una comedia».
Ebert declaró que el argumento surgió de la colaboración entre Meyer y él «creando personajes y entonces elaborando situaciones para cubrir el rango de contenido explotable que queríamos para el filme. Meyer quería que el filme atrajese, de algún modo, a casi cualquiera que estuviese por debajo de los treinta y fuese a ver películas. Tenía que haber música, ropa moderna, personajes negros, violencia, amor romántico, situaciones de telenovela, intriga detrás de escena, decorados fantásticos, lesbianas, orgías, drogas y (eventualmente) un final que lo ligase todo». La intención de Meyer era que el largometraje fuese «simultáneamente una sátira, un melodrama serio, un musical rock, una comedia, una cinta de explotación violenta, una porno, y una exposición moralista (muy poco después de los asesinatos de Sharon Tate) de lo que la [...] apertura llamó "el muchas veces mundo de pesadillas del mundo del espectáculo"». Posteriormente, Ebert declaró:

En el momento en que estábamos trabajando en BVD no entendía realmente cuan inusual era el proyecto. Pero en retrospectiva puedo reconocer que las condiciones de su elaboración fueron casi milagrosas. Un productor cinematográfico independiente calificado X y un guionista inexperto fueron llevados a un gran estudio y se les dio carta blanca para producir una sátira de uno de los mayores éxitos del estudio. Y BVD fue hecha cuando el estudio estaba pasando por un momento tan malo que la película era vista casi con fatalismo, como una apuesta en que ninguno de los más respetables ejecutivos del estudio realmente quería pensar, por lo que hubo un mínimo de supervisión (o incluso conocimiento) de la Oficina Central.

Meyer presentó el guion a Richard Zanuck en los estudios en septiembre de 1969, dando el productor luz verde al proyecto. El director afirmó que cuando Fox le ofreció la película se sintió «como si hubiese logrado la travesura más grande del mundo», describiendo el largometraje como «una telenovela para gente joven, una cornucopia de entretenimiento salvaje y extrovertido».

### Influencias
Ebert reveló que muchos de los temas y personajes están basados en personas y eventos reales, pero debido a que ni Meyer ni él conocían a estas personas, sus caracterizaciones estuvieron basadas en especulaciones:
- Ronnie «Z-Man» Barzell. El excéntrico productor de música rock está basado en el productor Phil Spector.[14] Más de tres décadas después del estreno de la película, en un irónico paralelismo con el largometraje, Spector sería condenado por asesinato después de que el cadáver de la actriz Lana Clarkson fuese hallado en su mansión con un disparo en la boca, muerte muy similar a la mostrada en una de las escenas de la película, cuando Barzell mata de un disparo en la boca al personaje de Roxanne.

- Randy Black. El campeón de los pesos pesados está levemente basado en Muhammad Ali.[15]

- Porter Hall. El ambicioso abogado utiliza el nombre del actor Porter Hall, conocido por interpretar a numerosos villanos.[16]

- Susan Lake y Baxter Wolfe. Ambos eran, según el guion original, Anne Welles y Lyon Burke, personajes de Valley of the Dolls. La historia de ambos plasmada en la película, según la cual él le había propuesto matrimonio en el momento equivocado tres años atrás, coincidía con el final de Valley of the Dolls, estrenada tres años antes. No obstante, a causa de una demanda contra los estudios interpuesta por Susann, los personajes fueron renombrados y los actores cambiados.[17] Barbara Parkins, quien interpretó al personaje de Anne, estaba destinada a aparecer por contrato en la película, sintiéndose decepcionada cuando fue retirada del proyecto.[18]

- El violento final, que constituye el punto culminante de la película y no figuraba en el guion original, está inspirado en los asesinatos de la familia Manson, ocurridos en agosto de 1969. La producción del largometraje empezó el 2 de diciembre de ese año, estando los crímenes ampliamente cubiertos en aquel entonces por los medios de comunicación.[19] Una de las protagonistas de Valley of the Dolls, Sharon Tate, se encontraba entre las víctimas, al igual que el peluquero Jay Sebring. La cantante Lynn Carey, quien dobló a Dolly Read en las canciones de la película, mantenía al parecer una relación amorosa con Sebring y había sido invitada supuestamente a la casa donde tuvieron lugar los crímenes la noche en que se cometió la masacre, salvando su vida al rechazar la invitación.[20]

### Selección del reparto
El reparto estuvo compuesto casi en su totalidad por actores deconocidos. Según Meyer: «Valley of the Dolls más mi propio nombre será suficiente», declarando también que en caso de haber contado con Parkins no la habrían empleado en la película debido a que les «habría costado mucho dinero».
Cynthia Myers, playmate de Playboy, fue contratada para interpretar a Casey, una joven que termina dándose cuenta de que es lesbiana. Respecto a la representación de la sexualidad del personaje, Meyers afirmó que era algo «hermoso y tierno», opuesto, según sus propias palabras, al filme The Killing of Sister George (1968). Por su parte, Edy Williams, quien interpretó el personaje de Ashley, se encontraba en aquel entonces bajo contrato con Fox, mientras que Pam Grier hizo su debut en esta película como extra.

### Rodaje
Meyer y Ebert lograron mantener los costes bajos escribiendo «el 97 por ciento de la película» en base a decorados ya existentes en los estudios. Ebert declaró que Beyond the Valley of the Dolls parecía «una película que se hizo por accidente cuando los lunáticos se hicieron cargo del asilo», mientras que Meyer afirmó que era la primera película que rodaba con un equipo de más de cinco hombres. Según Ebert, Meyer «dirigió a sus actores con una cara de póker, discutiendo solemnemente las motivaciones detrás de cada escena. Algunos de los actores me preguntaban si su diálogo no debía ser humorístico, pero Meyer lo discutía tan seriamente con ellos que dudaban en arriesgarse a ofenderle expresando tal sugerencia. El resultado es que BVD tiene un curioso tono propio... de actores dirigidos en ángulo recto al material».
Debido a la gran velocidad con la que progresaba la filmación, algunas decisiones relativas a la trama, como la revelación de que el personaje de Barzell era una mujer, se tomaron poco antes del rodaje de dichas secuencias, sin la posibilidad de alinear escenas anteriores ya filmadas con el nuevo desarrollo argumental. A medida que el rodaje progresaba, los actores no sabían con certeza si el diálogo tenía un sentido cómico o no, lo cual hubiera alterado su enfoque al momento de actuar. Debido a que Meyer siempre discutía sus papeles y hablaba de la película en un tono serio, el reparto no quería ofenderle cuestionándolo, por lo que en su lugar consultaron sus dudas a Ebert. La intención de Meyer era que el elenco realizase una interpretación sencilla, argumentando que «si los actores actúan como si supiesen que tienen líneas divertidas, no funcionaría», lo que hizo que Ebert calificase el tono resultante de la película como «curioso», declarando en 1980:

Pienso en ella como un ensayo de nuestras expectaciones genéricas. Es una antología de situaciones comunes, personajes, diálogos, clichés y estereotipos, con música y manipulados para funcionar como exposición y sátira al mismo tiempo; es causa y efecto, una máquina de cuerda para generar emociones, pura película sin mensaje.

### Vestuario
Dolly Read tuvo problemas con su vestuario ya que el traje pantalón que viste cuando acude por primera vez a la casa del personaje de Barzell es el mismo que la actriz Sharon Tate lució en una escena de Valley of the Dolls así como en la portada de la banda sonora de la película; Read no quería ponerse el traje debido a que Tate había sido asesinada recientemente, llegando incluso a sufrir un ataque de ansiedad por ello. Read también lució un camisón mostrado en al menos dos películas anteriores dirigidas por Meyer; Vixen! y Finders Keepers, Lovers Weepers! (1968). Además de estos atuendos, Fox recicló varias prendas de ropa de otras películas, como el caftán dorado de Anne Jackson en The Secret Life of an American Wife (1968), lucido por Lavelle Roby, y varios conjuntos vestidos por extras procedentes de la película Myra Breckinridge (1970). Por su parte, Erica Gavin luce en el largometraje un disfraz de Catwoman de la serie de televisión Batman, mientras que Cynthia Myers viste en una escena uno de los trajes del personaje de Robin procedente de la misma serie. Sumado a esto, una de las imágenes promocionales del filme muestra al trío protagonista luciendo los mismos atuendos vestidos por Parkins, Duke y Tate en una imagen publicitaria de Valley of the Dolls.

### Edición
Tras su estreno, la película recibió una calificación X por parte de la Asociación Cinematográfica de Estados Unidos, siendo reclasificada en 1990 como NC-17. Ante la calificación X original, Meyer trató de reeditar la película para insertar más desnudos y escenas de sexo aprovechando que dicha calificación ya no podría ser retirada a menos que dichas escenas fuesen acortadas o eliminadas, algo contrario a lo que deseaba el director, si bien esto contó con la oposición de Fox debido al deseo de los estudios de estrenar el largometraje cuanto antes, dejando al director sin tiempo para reeditar el filme.

### Banda sonora

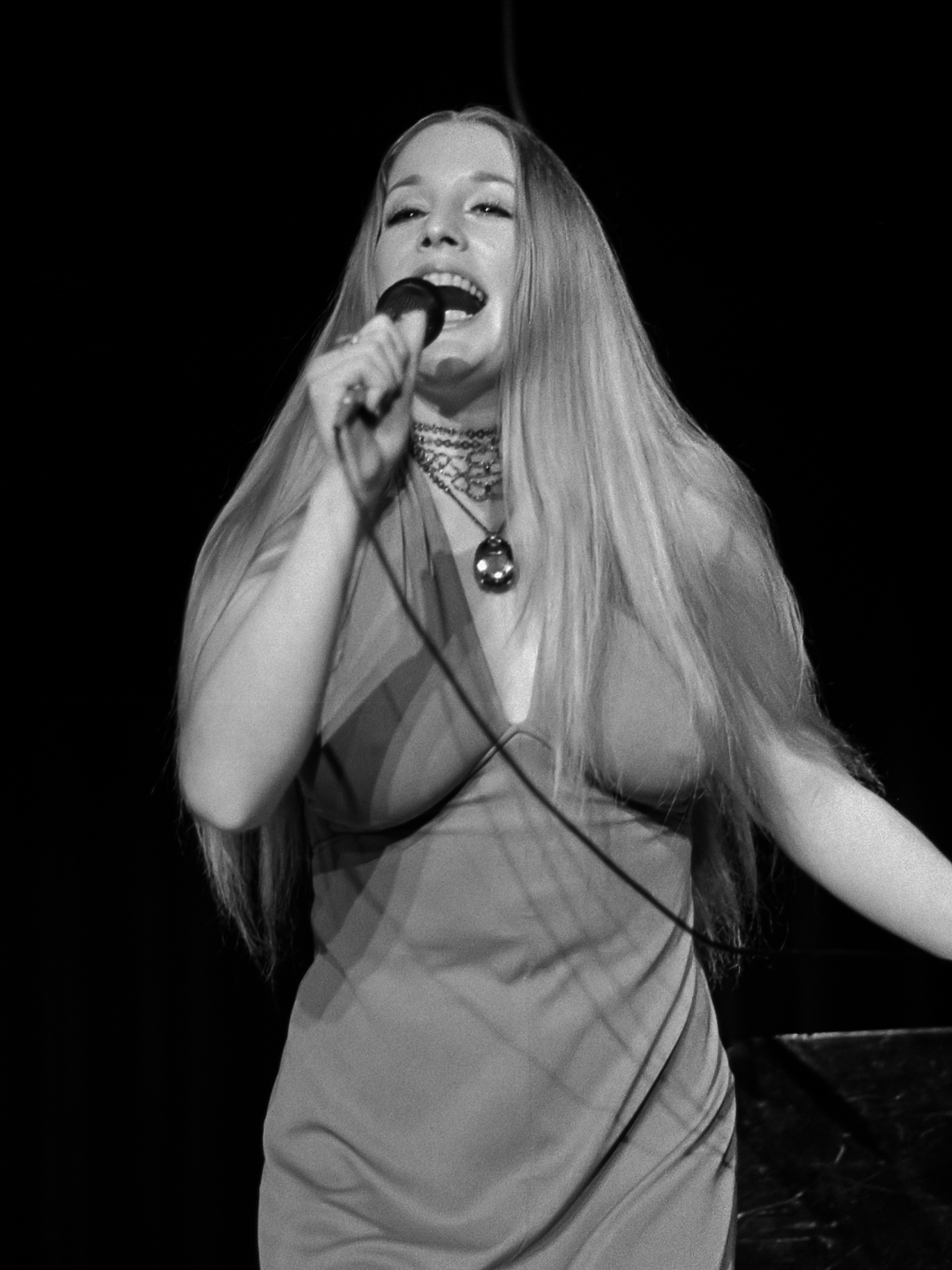
Lynn Carey

La mayor parte de la música fue escrita por Stu Phillips, quien adaptó la sinfonía de Paul Dukas El aprendiz de brujo para la escena psicodélica de la mansión de Barzell hacia el final de la película.
Por su parte, ninguno de los miembros de la ficticia banda de rock del filme canta o toca ningún instrumento en el largometraje. La voz de las canciones fue proporcionada por Lynn Carey, cantante de blue-eyed soul radicada en Los Ángeles. Su voz fue empleada en la apocalíptica canción rock Find It, de la propia Carey y Phillips; en la canción folk Come With the Gentle People, de Phillips y Bob Stone; en la obscena canción R&B Sweet Talking Candyman, de Phillips y Stone; en la balada In the Long Run, de Phillips y Stone; y en la conmovedora Look On Up At the Bottom, también de Phillips y Stone. Así mismo, Carey canta el tema Once I had Love, escrito por ella misma y por Phillips.
Strawberry Alarm Clock cantó en la película su éxito Incense and Peppermints; el tema rock Girl from the City, escrito por Paul Marshall; y el himno power pop I'm Comin' Home, también de Marshall. Por su parte, la canción de apertura de la película fue cantada por los artistas de A&M Records The Sandpipers, siendo escuchada dos veces al final del largometraje. El grupo publicó la canción como single y en su álbum de 1970 Come Saturday Morning.
Existen diferentes versiones de la banda sonora a causa de disputas relativas a problemas relacionados con royalties. La banda sonora original en vinilo, comercializada nuevamente en la década de 2000, reemplaza la voz de Ami Rushes por la original de Carey, incluyendo la canción Once I Had Love, ausente en la edición en CD de 2003. No obstante, la edición en CD contiene 25 canciones en comparación con las 12 de la versión en vinilo. Incense and Peppermints, algunos temas incidentales y el instrumental Toy Boy de Strawberry Alarm Clock están ausentes en todas las ediciones comercializadas de la banda sonora.

## Taquilla
Pese a la calificación X y a un reducido presupuesto de $900 000, Beyond the Valley of the Dolls obtuvo unos ingresos diez veces superiores al presupuesto en Estados Unidos, lo que la convirtió en un éxito de taquilla. Desde entonces, la película ha recaudado más de $40 millones gracias a reestrenos y ventas en formato casero según Ebert. Según Variety, para 1976 la cinta ya había obtenido unos ingresos cinematográficos de $6 800 000 en Norteamérica. Según Fox, el filme necesitaba recaudar $4 100 000 para cubrir costes, habiendo obtenido unos ingresos de $7 000 000 para el 11 de diciembre de 1970.

## Recepción y legado
La película fue ampliamente castigada por la crítica. Tras su estreno, Gene Siskel le dio al filme cero estrellas de un total de cuatro, escribiendo en el Chicago Tribune que el largometraje «se desarrolla con todo el humor y la emoción de un sostén acolchado... Aburrimiento en abundancia es proporcionado por un guion el cual por alguna razón se ha convertido en un neófito de escritura de guiones». Posteriormente, Siskel incluiría el filme en su lista de las 20 peores películas del año. Vincent Canby, de The New York Times, escribió que el largometraje «sale con una calificación ligeramente más alta» que el libro y la película Valley of the Dolls, afirmando por otro lado ser una parodia de las primeras cintas de Meyer.
Variety escribió que «no era una gran película. El productor-director Russ Meyer, quien una vez hizo una peli de sexo de bajo presupuesto la cual tenía un encanto crudo e inocuo pero no una gran historia, esta vez gastó alrededor de 20 y 30 veces el dinero que solía tener, y consiguió menos por ello», mientras que Charles Champlin, de Los Angeles Times, descalificó la película describiéndola como «un placer para los emocionalmente retrasados, sexualmente inadecuados y tontos. Es una melange gravemente enferma de niñas con hipertrofia mamaria, obviedades de doble sentido y violencia sádica».
Por su parte, Gary Arnold, de The Washington Post, declaró que la cinta era «un lío, un desastre, apestosa, la más miserable de las películas miserables», añadiendo que el filme es «una película deprimente: ingenua, histérica, gratuita, técnicamente inepta, innecesariamente brutal». Mike Wallington, de The Monthly Film Bulletin, llamó al largometraje «cursi, moralizante, inocente y visualmente tan atractivo como un envoltorio navideño. También es perversamente agradable si uno está preparado para reírse de él así como con él».
Desde su estreno en 1970, la cinta ha adquirido el estatus de película de culto, llegando a ser incluida en varias listas de mejores películas elaboradas por críticos. Las críticas del largometraje han mejorado y actualmente ofrecen una mayor variedad, con expertos afirmando que el filme es muy superior a la cinta que parodiaba. En 2000, la revista canadiense Take One incluyó Beyond the Valley of the Dolls en su encuesta Mejores Películas de los 70. El mismo año, Village Voice la nombró la película n.º 87 de las 100 grandes películas del siglo, mientras que en Rotten Tomatoes ostenta un porcentaje de aceptación del 75% basado en 28 críticas.

## Demanda de Jacqueline Susann
Jacqueline Susan, autora de la novela Valley Of The Dolls, demandó a Fox por $10 millones por haber dañado su reputación al hacer la película, argumentando que era un filme de explotación sexual que empleaba el desnudo integral y tenía un contenido escandaloso. Como resultado, el estudio incluyó un aviso al inicio de la película informando a la audiencia de que ambos largometrajes no estaban relacionados. Del mismo modo, los pósteres de la película rezaban: «Esto no es una secuela—nunca ha habido nada como ella» (This is not a sequel—there has never been anything like it).
La demanda no llegó a juicio hasta después de la muerte de Susann en septiembre de 1974. Aun así, su patrimonio ganó $2 millones tras el veredicto en contra de los estudios en 1975. Por otro lado, la producción de esta película, junto con la de Myra Breckinridge, contribuyó a que Zanuck fuese expulsado de Fox.

## Formato casero
Beyond the Valley of the Dolls fue comercializada en dos discos en una edición especial en DVD el 13 de junio de 2006, si bien la misma está actualmente fuera de circulación. Fox volvió a ponerla en el mercado el 4 de mayo de 2010 en el segundo disco de la edición de cuatro DVDs Studio Classics: Set 9, el cual incluye también las películas Valley of the Dolls, All About Eve (1950) y The Inn of the Sixth Happiness (1958). 
En Reino Unido, Arrow Video lanzó al mercado el filme en Blu-ray el 18 de enero de 2016 en una edición especial junto con The Seven Minutes (1971), mientras que en Estados Unidos The Criterion Collection obtuvo los derechos por parte de Fox para comercializar la película con la condición de venderla junto con Valley of the Dolls, siendo ambas lanzadas al mercado en formato DVD y Blu-ray el 27 de septiembre del mismo año.
Pese a la política de YouTube de no incluir películas con calificación NC-17, el largometraje está disponible mediante alquiler y compra, no efectuándose ninguna mención a la calificación NC-17.